# Cantonul Saint-Quentin-Centre
Cantonul Saint-Quentin-Centre este un canton din arondismentul Saint-Quentin, departamentul Aisne, regiunea Picardia, Franța.

## Comune
- Saint-Quentin (parțial)